# Alsuper

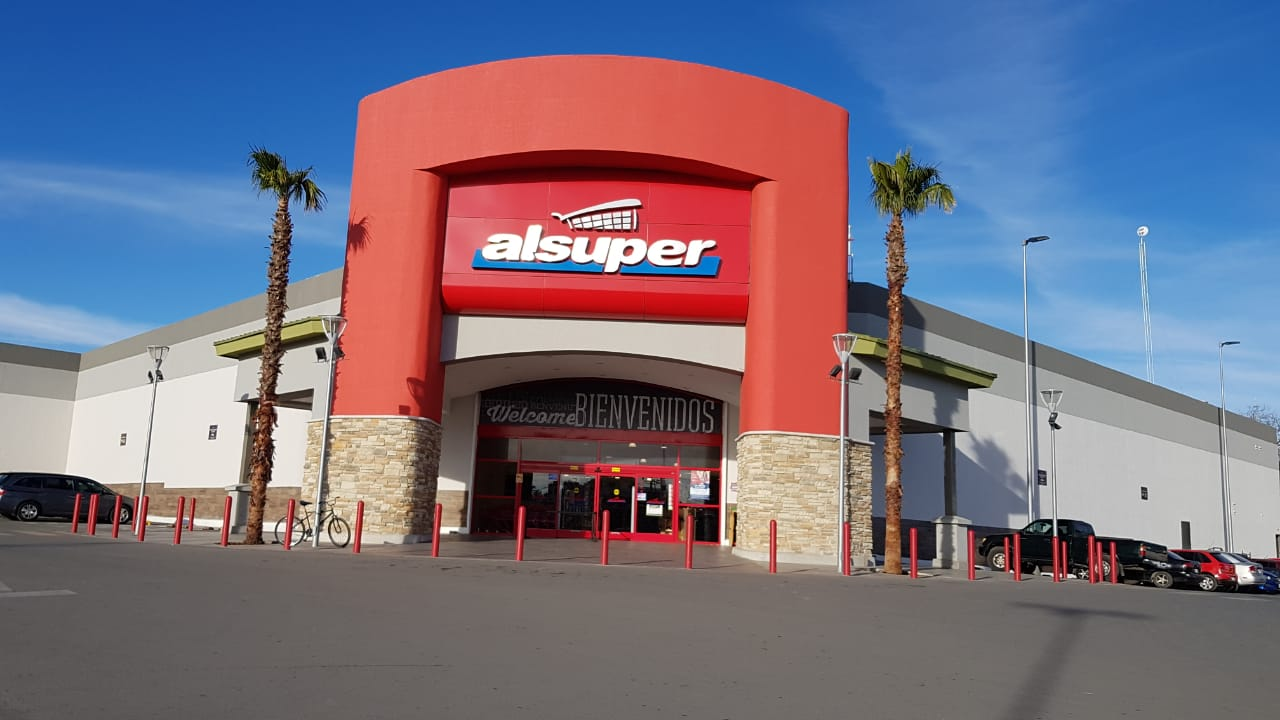
Alsuper

Operadora de Tiendas Futurama, S.A. de C.V., conocida comúnmente como Alsuper, es una cadena de supermercados mexicana originaria de Chihuahua, Chihuahua, México. Fue fundada en 1954, y cuenta actualmente con 81 tiendas en distintas ciudades de los estados de Chihuahua, Coahuila, Durango y Zacatecas.

## Historia
La cadena fue fundada en 1954 por Don Leopoldo Mares Paredes en una pequeña bodega en la Ciudad de Chihuahua. Inicialmente conocida como El Super del Real Lerdo, esta tienda pionera fue el primer autoservicio en la ciudad, ofreciendo una amplia variedad de productos y operando con tan solo 40 colaboradores.
En 1955, la cadena abrió su segunda tienda y expandió sus oficinas y bodegas, seguido por la apertura de tres establecimientos más en los siguientes cuatro años. Para 1967, la cadena adoptó el nombre de Futurama y comenzó a operar como una tienda de descuentos.
Durante la década de 1990, Alsuper emergió como un concepto Express, centrándose en proporcionar una experiencia de compra fácil y rápida en productos abarroteros. La primera tienda bajo este concepto, Alsuper Flores Magón, abrió sus puertas en 1993.
En 1997, Alsuper lanzó el programa de lealtad Club Alsuper, un concepto simple e innovador que atrajo a miles de clientes leales, ofreciéndoles beneficios exclusivos como descuentos en artículos seleccionados (Preciazos Club), acumulación de puntos por compras con posibilidad de obtener hasta un 20% de mandado gratis (Puntos por Descuentos), y promociones exclusivas en establecimientos asociados (Recompensas Club).
En 2010, Alsuper experimentó una transformación significativa al convertirse en una cadena multi-regional, expandiéndose a lo largo del norte del país. Conscientes de las demandas contemporáneas, lanzó alsuper.com, una plataforma de comercio electrónico que ofrece servicios de entrega a domicilio y en tienda.

### Marcas propias

#### Mimarca
- Línea de productos básicos, que como prioridad busca ofrecer el precio más bajo en anaquel.

#### MyBrand
- Proporciona una opción igual o mejor en calidad que el producto líder a un precio menor.

#### Nice Care
- Línea de productos de higiene personal dirigida a la familia, estos son productos que sobresalen en el anaquel por ser del precio más bajo. Ofrece una relación precio - calidad justa.

#### Nice Kleen
- Marca de limpieza que vende productos con una calidad similar a cualquier limpiador similar de su tipo.

#### Grill Choice
- Marca especializada en productos diseñados para el asador, enfoque especial para el parrillero aficionado de fines de semana.

#### Alsushi
- El destino japonés dentro de la tienda, donde encontrarás una variedad de platillos orientales frescos preparados diariamente como sushi, bowls y ensaladas listas para llevar.

#### Aurelio´s
- Ubicado en Alsuper Plus Bosques en Chihuahua, Chih., ofrece auténticas pizzas al horno con ingredientes importados de Italia además de ensaladas frescas y desayunos.

#### Bistro
- Restaurantes situados en el interior de las tiendas para el antojo antes o después de hacer el supermercado contando con una amplia variedad de platillos con los ingredientes de mayor calidad.

#### Así Inmobiliaria
- Ofrece locales comerciales ubicados dentro y en las inmediaciones de las instalaciones Alsuper.

#### Doña Elia
- Área de alimentos preparados ubicada dentro de la tienda la cual ofrece antojitos mexicanos y guisos entre otras cosas destacando siempre el sazón de casa.

## Formatos
- Alsuper Tienda de supermercado que ofrece una experiencia de compra única para hacer el mandado, gracias a la variedad, calidad, frescura, precio y distribución de productos, además de un servicio y atención cálida para los clientes.

- Alsuper Plus Maneja un catálogo más completo de productos, con los mismos precios, calidad y frescura que más distingue a la cadena.
- Fresh Market by Alsuper Concepto fresco e innovador que viene a revolucionar el supermercado tradicional, presentando una gran variedad de productos nacionales, importados y saludables cuidando siempre ofrecer a los clientes los productos en tendencia.

### Misión
Ser una cadena de supermercados exitosa, a la vanguardia y en constante innovación, en la que los clientes nos prefieran por ser la mejor opción para sus compras del mandado, sobresaliendo en el servicio, calidad y comodidad, con los productos siempre en existencia y a precios competitivos.

### Visión
Tener una presencia multiregional  importante, donde el factor humano sea  el factor de éxito, ir por una determinada  participación del mercado en cada plaza,  posicionando nuestros formatos Alsuper,  Alsuper Plus y Fresh Market, conforme a  sus nichos de mercado, renovando y  actualizando dichos formatos de  manera constante, haciendo valer  nuestro decálogo de diferenciación  Alsuper, con una alta innovación y a la  vanguardia y flexibilidad en la  administración de catálogos, servicios y  mercadotecnia.